# 比劳阿
比劳阿（Bilaua），是印度中央邦Gwalior县的一个城镇。总人口11522（2001年）。

## 人口
该地2001年总人口11522人，其中男性6115人，女性5407人；0—6岁人口1821人，其中男959人，女862人；识字率54.78%，其中男性为65.87%，女性为42.24%。